# Iso Sluijters
Iso Sluijters (* 24. Juli 1990 in Eindhoven) ist ein niederländischer Handballspieler.

## Karriere
Iso Sluijters spielte zunächst in den Niederlanden bei Pals Groep/E&O. Zur Saison 2010/11 wechselte er in die spanische Liga ASOBAL zum BM Alcobendas. Als dieser in finanzielle Schwierigkeiten geriet, schloss sich der 1,90 Meter große Rückraumspieler im Februar 2011 dem deutschen Zweitligisten HC Erlangen an. Im Sommer 2011 ging er zurück nach Spanien und spielte dort für den SDC San Antonio. Nachdem sich San Antonio wegen finanzieller Probleme aus der Liga zurückzog, spielte Sluijters in der Saison 2012/13 zunächst in seiner Heimat bei den Limburg Lions, von wo er im Januar 2013 in die norwegische Postenligaen zu Elverum Håndball wechselte, mit dem er 2013 und 2014 norwegischer Meister wurde. Ab Sommer 2014 lief er für den deutschen Verein TV Emsdetten auf. Sluijters schloss sich im Sommer 2016 dem polnischen Verein Górnik Zabrze an. Zur Saison 2021/22 wechselte er zum Schweizer Verein GC Amicitia Zürich. Mit GC Amicitia Zürich gewann er 2022 den Schweizer Cup.
Sluijters bestritt bisher 104 Länderspiele für die niederländische Nationalmannschaft, in denen er 191 Tore erzielte. Er stand im Kader für die Europameisterschaft 2024 und belegte mit den Niederlanden den 12. Platz.